# El aullido del diablo
El aullido del diablo (titulada en el mercado internacional como Howl of the Devil) es una película española de 1987, escrita, dirigida y protagonizada por Paul Naschy (seudónimo del actor y director Jacinto Molina). La trama gira en torno a un actor fracasado llamado Héctor Doriane que, en compañía de su hijo y mayordomo, viven aislados en su chalet. Aunque en su fecha de estreno fue un film vapuleado por la crítica y la taquilla, actualmente está considerada como una película maldita y de culto.

## Argumento
La historia está protagonizada por un actor retirado, Héctor Doriani (Paul Naschy), que vive en la mansión de su hermano fallecido Álex, en compañía de su sobrino Adrián (Serge Mills o Sergio Molina) y el mayordomo Eric (Howard Vernon). Héctor vive obsesionado por las mujeres (prostitutas en la mayoría de los casos y alguna que otra desdichada que llega de paso), a las que somete a delirantes juegos sadoeróticos, haciéndolas actuar en improvisadas escenas que él mismo protagoniza disfrazado de los más crueles personajes: Rasputín, Barba Azul, Fu-Manchú... Pero si hay una mujer que tiene verdaderamente enloquecido a Héctor es Carmen (Caroline Munro), una bella sirvienta que trabaja en la mansión. Ante las escenas depravadas protagonizadas por Héctor, el mayordomo Eric decide recurrir a la magia negra para invocar al espíritu del anterior dueño, Álex Doriani, el hermano fallecido de Héctor con el que compartía profesión y que cosechó muchos más éxitos que Héctor.

## Reparto
| Actor            | Personaje                     |
| ---------------- | ----------------------------- |
| Paul Naschy      | Héctor Doriani, Álex Doriani. |
| Caroline Munro   | Carmen                        |
| Howard Vernon    | Eric                          |
| Sergio Molina    | Adrián                        |
| Fernando Hilbeck | Padre Damián                  |

## Producción
Con la intención de recuperar su estatus como principal intérprete de cine de terror español y tras el fracaso de sus anteriores películas La bestia y la espada mágica (1983) y Operación Mantis: El exterminio del macho (1984)), Paul Naschy saca adelante en 1987 su proyecto más personal que ha sido denominado "autohomenaje". La producción no estuvo exenta de problemas, principalmente a causa de la "Ley Miró" y su política con las subvenciones al cine de género. Además, durante el rodaje surgieron una gran cúmulo de problemas en torno a la producción artística como por ejemplo los problemas de Tony Pueo que acudía al rodaje en estado en embriaguez y finalmente fue expulsado de este. También hubo problemas por la autoría del guion ya que Jacinto Molina aseguraba que el texto era obra suya mientras que el otro guionista, Salvador Sainz, reivindicaba que el texto era obra suya, llevando la trifulca hasta la Sociedad General de Autores y Editores. A todos estos problemas hubo que sumarle la muerte del distribuidor en un accidente de tráfico cuando volvía de París, lo cual supuso que El aullido del diablo se proyectase en muy pocas salas, sólo tuviese un tardío pase televisivo y no tuviese distribución en vídeo.